# Linaria pseudolaxiflora
Linaria pseudolaxiflora är en grobladsväxtart som beskrevs av Michele Lojacono-Pojero. Linaria pseudolaxiflora ingår i släktet sporrar, och familjen grobladsväxter. Inga underarter finns listade i Catalogue of Life.